# Elaeodendron schinoides
Elaeodendron schinoides är en benvedsväxtart som beskrevs av Kurt Sprengel. Elaeodendron schinoides ingår i släktet Elaeodendron och familjen Celastraceae. Inga underarter finns listade.